# Stronisław
Stronisław – staropolskie imię męskie, złożone z członu Stroni- ("stronić, unikać") oraz członu -sław ("sława"). Oznacza prawdopodobnie "tego, który stroni od sławy".
Forma żeńska: Stronisława.
Stronisław imieniny obchodzi 28 sierpnia.